# Канчанпур (район)
Канчанпур (непальск. कञ्चनपुर जिल्ला) — один из 75 районов Непала. Входит в состав зоны Махакали, которая, в свою очередь, входит в состав Дальнезападного региона страны.
Район расположен на территории физико-географического региона Тераи. На севере граничит с районом Даделдхура, на востоке — с районом Кайлали зоны Сетхи, на западе — с индийским штатом Уттаракханд и на юге — с индийским штатом Уттар-Прадеш. Площадь района — 1610 км². Административный центр — город Бхимдатта.
Население по данным переписи 2011 года составляет 451 248 человек (216 042 мужчины и 235 206 женщин); по данным переписи 2001 года оно насчитывало 377 899 человек. Большая часть населения представлена народами, мигрировавшими сюда из более северных горных районов; коренная народность этих мест — тхару, сегодня составляет меньшинство населения района. Около 80 % населения говорит на языке кумаони. 95,09 % населения исповедуют индуизм; 2,65 % — христианство; 1,15 % — буддизм; 0,10 % — ислам.
На территории района расположен заповедник Шуклапханта.